# Andreas Hofer (compositeur)
Pour les articles homonymes, voir Andreas Hofer (homonymie) et Hofer.
Andreas Hofer, né en 1628 ou 1629 à Reichenhall, aujourd'hui Bad Reichenhall, et mort le 25 février 1684 à Salzbourg, est un compositeur allemand de la période baroque, maître de chapelle à Salzbourg.
C'est un contemporain de Heinrich Biber, dont il est le prédécesseur. À Salzbourg, il est Hofkapellmeister, c'est-à-dire chef de l'orchestre de la cour. Comme Biber, Hofer est connu pour ses grandes œuvres sacrées polychorales. Pendant un temps, il a été suggéré que Hofer pouvait être le compositeur de la célèbre Missa Salisburgensis à 53 voix, qui avait déjà été attribuée à Orazio Benevoli, mais il est admis maintenant que c'est une composition de Biber.
Les compositions de Hofer contiennent des parties importantes pour des instruments comme le cornet, le trombone, la sacqueboute et la trompette. Peu de sa musique a été jouée ou enregistrée, mais plusieurs partitions ont été publiées.

## Biographie
Andreas Hofer est né à Reichenhall, en Bavière en 1628 ou 1629. C'est le musicologue Charles Weinmann qui a trouvé, grâce à ses recherches en 1918, qu'Andreas Hofer n'était pas né comme on le croyait par le passé, en Styrie, mais à Reichenhall. En 1643, il est étudiant en théologie à l'Université de Salzbourg et reçoit parallèlement sa formation musicale, sans doute par le maître de chapelle Abraham Megerle. En 1651, il est au poste d'organiste à l'abbaye bénédictine de Saint-Lambrecht (en) en Styrie. Le 12 juin 1653, il est ordonné prêtre. À son retour à Salzbourg en 1654, l'archevêque le nomme au poste de vice-maître de chapelle et vicaire du chœur. Le 12 janvier 1679, il est nommé Kapellmeister de la cour par archevêque Maximilian Gandolph.
Hofer est un représentant important du style polychoral vocal et instrumental de l'église du XVIIe siècle. Il a forgé sa réputation et celle de l'orchestre de renommée internationale de la cour de Salzbourg.
Son style de composition a été poursuivi par son successeur, Heinrich Ignaz Franz Biber, dans la célèbre Missa Salisburgensis à 53 voix. L'hypothèse avancée selon laquelle Hofer pourrait être le créateur de cette œuvre n'a pas été confirmée.
Andreas Hofer est mort le 25 février 1684 à Salzbourg. Il a été enterré dans la chapelle de la tombe Rupertuspark.

## Œuvres
- Missa Archi Episcopalis a 19 : 8 Voci Concertati SSAA/TTBB, 2 Violini, 2 Viole, 2 Cornetti, 2 Trombettae ("Clarini"), 3 Tromboni, Organo con Violone (1668?)
- Missa valete : SSATB, 2 Violini, 2 Viole, 2 Trombettae, 2 Cornetti, 3 Tromboni, Organo, Violone.
- Dextera Domini a 17 : SATB, SATB, 2 Cornetti, 3 Tromboni, 4 Viole da Braccia, Organo.
- Fundata est Domus (De Dedicatione) a 12 : SSATTB in concerto, SSATTB in ripieno, 2 Violini, 2 Viole, 2 Cornetti, Organo (avec Sonata d'ouverture).
- Gaudeamus exultemus à 15 : SATB, SATB, 4 Viole da Braccia, 2 Cornetti, 3 Tromboni, Organo.
- Estote fortes in bello a 15 : SATB, SATB, 2 Violini, 2 Cornetti, 3 Tromboni, Organo
- Dixit Dominus : SATB concertato & ripieno, SATB concertato & ripieno, 2 Violini o 2 Cornetti, 3 Viole o 3 Tromboni, Organo.
- Magnificat à 17 (avec Sonata) : SATB, SATB, 4 Viole, 2 Cornetti, 3 Tromboni, Organo.
- Te Deum laudamus a 23 : SATB, SATB, 2 Violini, 2 Viole, 5 Trombettae, Timpani, 2 Cornetti, 3 Tromboni, Organo.

## Source de la traduction
- (en) Cet article est partiellement ou en totalité issu de l’article de Wikipédia en anglais intitulé « Andreas Hofer (composer) » (voir la liste des auteurs).